# Identiteitskaart
Een identiteitskaart is een officieel document dat de houder ervan identificeert.

## Europees Nederland
De Nederlandse identiteitskaart (NIK) is een plastic kaart met de afmetingen van een bankkaart (zoals gedefinieerd in de internationale standaard ISO 7810) met vrijwel dezelfde gegevens als een paspoort:
- nationaliteit van de houder (Nederlandse)
- identiteitskaartnummer
- naam incl. voornamen
- pasfoto, gewoon afgedrukt, verwerkt tot watermerk en als jpeg opgeslagen in de chip.
- vingerafdruk (uitsluitend opgeslagen in de chip van identiteitskaarten afgegeven tussen 21 september 2009 en 20 januari 2014[1])
- geboortedatum en -plaats (in feite geboortegemeente, tenzij geboren in buitenland)
- lengte
- geslacht
- (niet verplicht: Burgerservicenummer, voorheen sofinummer)
- datum van afgifte en naam van afgevende instantie (in het algemeen: "Burgemeester van ...")
- uiterste geldigheidsdatum
- handtekening

Met ingang van 26 augustus 2006 zijn de Nederlandse reisdocumenten voorzien van een RFID-chip waarop paspoortgegevens en pasfoto digitaal zijn opgenomen. De kaart bevat een machinaal leesbare zone van drie regels. De eerste regel begint met I<NLD. In eID-stelsel heeft men het over de elektronische Nederlandse Identiteitskaart (eNIK).
Met ingang van 2 augustus 2021 werd een nieuw model van de Nederlandse identiteitskaart geïntroduceerd. Door de toevoeging van de EU vlag met letters NL, een gewijzigd kinegram en twee vingerafdrukken van de kaarthouder in de chip (net als het paspoort) voldoet dit nieuwe model aan de eisen van de Europese verordening 2019/1157.

### Leges
Op 7 oktober 2010 besliste het Gerechtshof 's-Hertogenbosch dat voor de identiteitskaart geen leges geheven mochten worden. Tegen deze uitspraak werd cassatie ingesteld bij de Hoge Raad der Nederlanden. Op 9 september 2011 bepaalde de Hoge Raad dat er inderdaad geen leges geheven mochten worden. Tijdelijk werden dan ook geen leges meer geheven, behalve voor jongeren onder de 14 jaar omdat voor hen geen identificatieplicht geldt.
De Wet van 13 oktober 2011, houdende regeling van een grondslag voor de heffing van rechten voor de Nederlandse identiteitskaart van minister Piet Hein Donner regelt dat gemeenten rechten kunnen heffen voor de kaart, en dat deze aangemerkt worden als gemeentelijke belastingen. De wet bepaalt dat deze terugwerkt tot en met 22 september 2011, de dag na de datum van indiening van het wetsvoorstel bij de Tweede Kamer.

### Geldigheid
Sinds 9 maart 2014 is de identiteitskaart voor volwassenen tien jaar geldig. Vóór deze datum was dat vijf jaar. Voor personen onder de 18 jaar is de identiteitskaart nog steeds vijf jaar geldig.
Een identiteitskaart die is aangevraagd op of na 20 januari 2014 is geen officieel reisdocument. Er kan wel mee gereisd worden naar landen die een Nederlandse identiteitskaart accepteren. Dit zijn in ieder geval:
- Albanië
- Andorra
- België
- Bosnië en Herzegovina
- Bulgarije
- Cyprus
- Denemarken
- Duitsland
- Estland
- Finland
- Frankrijk
- Georgië
- Griekenland
- Hongarije
- Ierland
- IJsland
- Italië
- Kosovo
- Kroatië
- Letland
- Liechtenstein
- Litouwen
- Luxemburg
- Noord-Macedonië
- Malta
- Monaco
- Noorwegen
- Oostenrijk
- Polen
- Portugal (inclusief Madeira en de Azoren)
- Roemenië
- San Marino
- Servië
- Slovenië
- Slowakije
- Spanje (inclusief de Canarische Eilanden)
- Tsjechië
- Turkije
- Zweden
- Zwitserland

### Europese Identiteitskaart
De voorloper van de Nederlandse Identiteitskaart is de Europese Identiteitskaart. Deze kaart was groter (ID2 formaat) en wordt niet meer uitgegeven sinds het in werking treden van de nieuwe paspoortwet op 1 oktober 2001. De kaart werd ter plekke gemaakt bij de uitgevende instantie door het lamineren van een geprinte kaart waarop de pasfoto was geplakt. Naast de velden van de Nederlandse Identiteitskaart, werd ook het adres opgenomen.

## Caribisch Nederland

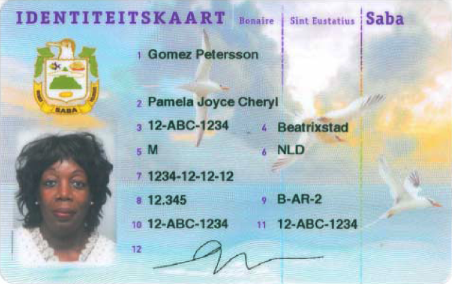
Voorbeeldkaart Saba

De Identiteitskaart BES, ook bekend als de sédula, is een plastic kaart met de afmetingen van een bankkaart (zoals gedefinieerd in de internationale standaard ISO/IEC 7810) met vrijwel dezelfde gegevens als op een internationaal reispaspoort:
- familienaam
- voornamen
- geboortedatum
- geboorteplaats
- geslacht
- nationaliteit
- identificatienummer
- kaartnummer
- verblijfstatus
- datum van uitgifte
- uiterste geldigheidsdatum
- handtekening

De Identiteitskaart BES wordt door een openbaar lichaam verstrekt aan alle ingezetenen (Nederlanders en legaal verblijvende vreemdelingen) van het betreffende openbaar lichaam die 14 jaar of ouder zijn en dient voornamelijk als identificatiemiddel voor overheidsinstanties. De wettelijke basis wordt gevormd door de Wet identiteitskaarten BES. Deze wet is ontstaan door omzetting en aanpassing van de Nederlands Antilliaanse 'Landsverordening Identiteitskaarten'.

### Geldigheidsduur
De kaart is maximaal vijf jaar geldig. Voor vreemdelingen geldt dat de kaart nooit langer geldig is dan hun verblijfsstatus toestaat.
Identiteitskaarten die voor 10 oktober 2010 zijn uitgegeven op Bonaire blijven tot de vermelde geldigheidsdatum geldig, aangezien deze aan de gestelde veiligheidseisen voldoen. De oude identiteitskaarten van Sint Eustatius en Saba hebben hun geldigheid verloren per 1 juli 2011.

### Reisdocument
De Identiteitskaart BES is voor personen met de Nederlandse nationaliteit in zeer beperkte mate te gebruiken als reisdocument. Er kan slechts mee gereisd worden naar een ander openbaar lichaam. Verder streeft de Nederlandse overheid ernaar dat het mogelijk blijft om ermee te reizen naar Aruba, Curaçao en Sint Maarten.

## België

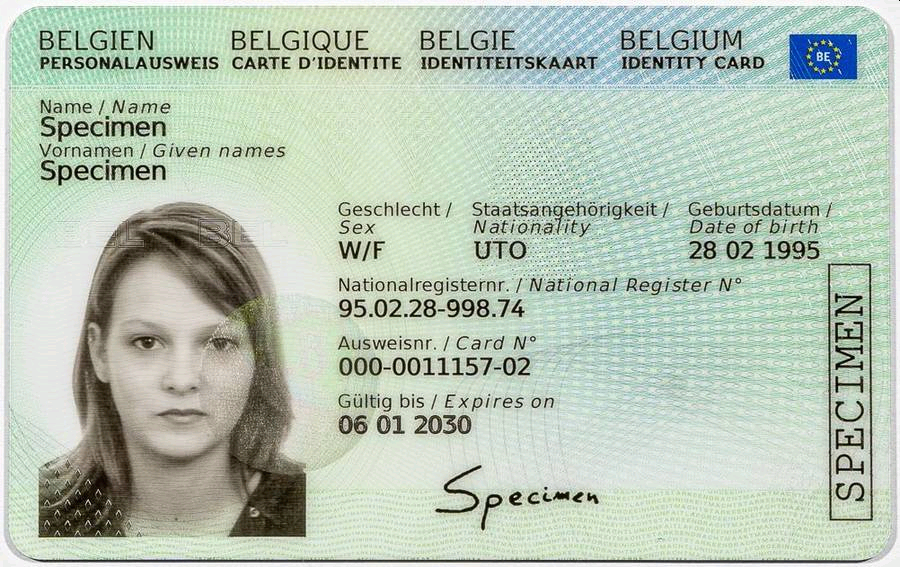
Belgische identiteitskaart (voorkant)

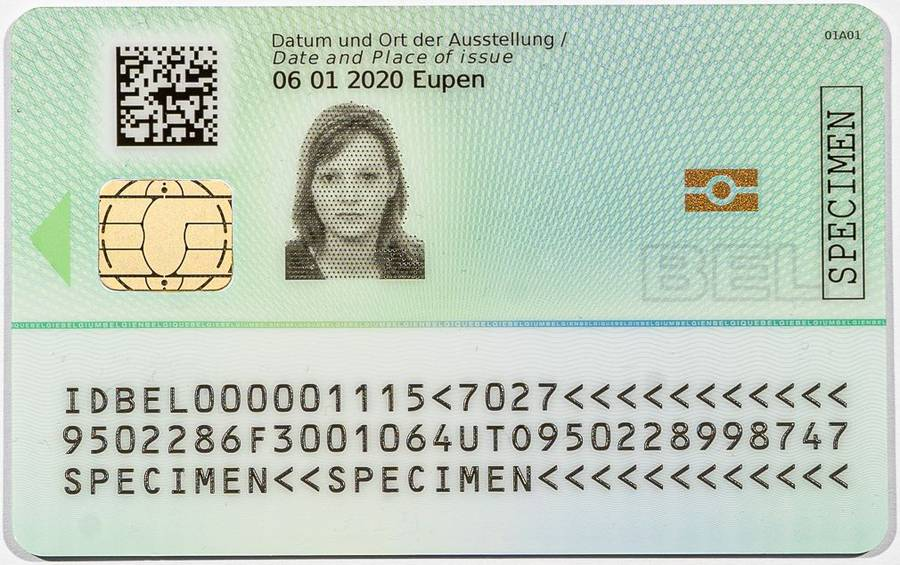
Belgische identiteitskaart (achterkant)

De Belgische identiteitskaart is een elektronische (sinds 2003) kaart, e-ID genaamd. De tekst "BELGIË IDENTITEITSKAART" is aanwezig in het Nederlands, Frans, Duits en Engels. Welke taal als eerste wordt genoemd is afhankelijk van de woonplaats. Enkel bij afgifte in het Brussels Gewest (Nederlands/Frans), in gemeenten waar taalfaciliteiten van toepassing zijn (Nederlands/Frans of Frans/Duits) of in het buitenland (Nederlands/Frans/Duits) mag de houder zelf bepalen welke van de beschikbare talen als eerste wordt genoemd. De overige velden zijn in het Engels en in de als eerste genoemde taal. De kaart heeft de afmetingen van een bankkaart (ID1, zoals gedefinieerd in de internationale standaard ISO 7810) met vrijwel dezelfde gegevens als op een internationaal reispaspoort:
- nationaliteit van de houder (Belg)
- identiteitskaartnummer
- naam incl. voornamen
- pasfoto, zowel gewoon afgedrukt als verwerkt tot watermerk
- geboortedatum
- geslacht
- identificatienummer van het rijksregister
- plaats van afgifte
- uiterste geldigheidsdatum
- handtekening van de houder

Het adres van de houder staat niet op de kaart vermeld maar zit, net zoals de vingerafdruk, in de ingebouwde chip opgeslagen. De geboorteplaats (in feite geboortegemeente) stond vroeger op de kaart maar staat nu op de chip. De handtekening van de afgevende instantie (een gemeenteambtenaar) stond vroeger op de kaart maar is nu geschrapt. De achterkant heeft een machine-leesbare zone die begint met IDBEL.

### Geldigheid
De identiteitskaart is geldig binnen de landen van Europese Unie, en bovendien in Andorra, Liechtenstein, Monaco, Noorwegen, San Marino, Turkije, IJsland, Zwitserland, de Kanaaleilanden, Man, de Canarische Eilanden, Madeira, de Azoren, de Faeröer, Groenland, Bosnië-Herzegovina, Servië, Kosovo, Montenegro, Noord-Macedonië, Albanië, Noord-Cyprus en Vaticaanstad.
De kaart was oorspronkelijk vijf jaar geldig. Reeds vanaf 2010 was er sprake van een verlenging van de geldigheidsduur. In 2012 werd in de wet vastgelegd dat die termijn 10 jaar zou worden. Uiteindelijk trad de wet in werking op 1 maart 2014. Voor identiteitskaarten voor kinderen geldt een geldigheidsduur van zes jaar en voor identiteitskaarten van personen ouder dan 75 jaar geldt een termijn van dertig jaar.

### Rechten en plichten
Wie ouder is dan vijftien jaar, moet steeds zijn identiteitskaart bij hebben om die op vraag van de politie te kunnen overleggen, tenzij een attest van verlies, diefstal of vernieling voorhanden is. Na verificatie moet de politieagent de identiteitskaart onmiddellijk teruggeven. Ook andere identiteitsstukken kunnen dienstig zijn bij een controle (bv. paspoort, rijbewijs). Bij ontstentenis van dergelijke stukken, weigering ze te overhandigen of twijfel aan de identiteit kan de politie overgaan tot vrijheidsberoving gedurende de tijd die nodig is om de identiteit na te gaan en nooit langer dan twaalf uren. Personen niet in het bezit zijn van een identiteitskaart of attest begaan ook een strafrechtelijke overtreding waarvoor een geldboete kan worden opgelegd.